# Igala

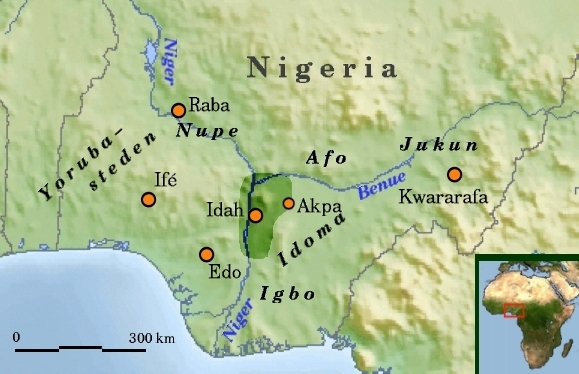
Mapa de la región.

Los igala son un grupo étnico de Nigeria. Practican diversas religiones, incluyendo el animismo, el cristianismo y el islamismo, su lengua pertenece al grupo yoruboide.
La región de los igala está situada en la orilla este del río Níger, área donde confluye con el río Benue, en Lokoja. La zona se encuentra aproximadamente entre las latitudes 6°30 y 8°40 Norte, y longitudes 6°30 y 7°40 Este, con una superficie aproximada de 13.665 kilómetros cuadrados. La población total de la etnia se estima en 2 millones de personas. 
De acuerdo a la tradición, los niños reciben tres profundos cortes horizontales en cada mejilla, sobre las puntas de la boca, como una marca de identificación común, aunque esta costumbre se está perdiendo. 

## Idioma

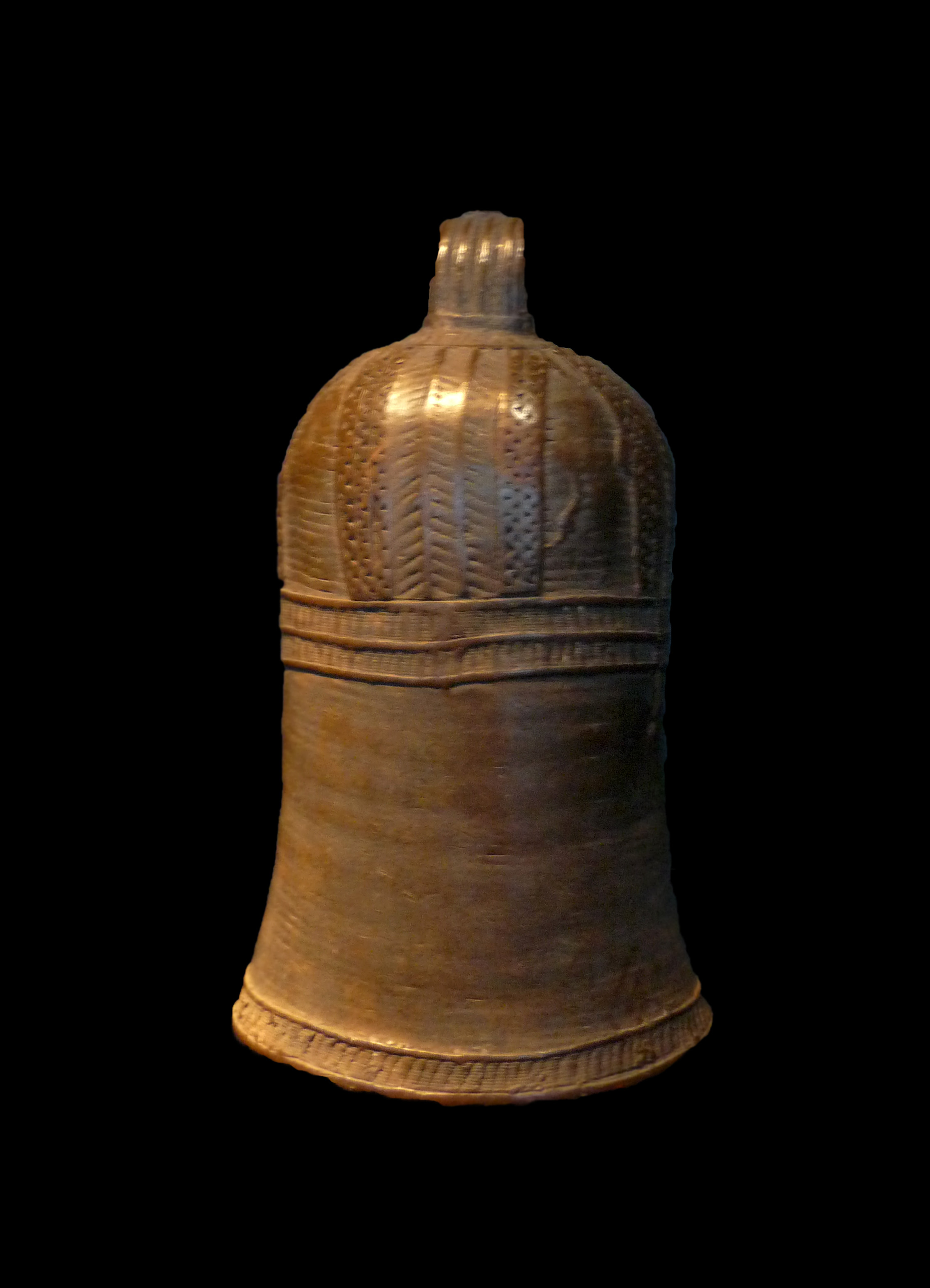
Campana de cobre de la cultura igala de principios del (Exposición Nigeria. Artes del Valle de Bénoué en el Musée du Quai Branly) (París)

El idioma igala forma parte del tronco Niger-Congo/Atlantic-Congo/Volta-Congo/Benue-Congo/Defoid/Yoruboide/Igala. Dentro de la clasificación tradicional de Greenberg de la familia Niger-Congo es ubicada dentro de las lenguas kwa.
Al año 2016 contaba con aproximadamente 1.648.000 hablantes. Las principales comunidades igala se ubican en el estado de Kogi, poblaciones: Ibaji, Idah, Igalamela-Odolu, Bassa, Dekina, y Ofu; en el estado de Enugu, población de Uzo-Uwani;  en el estado de Anambra, población de Anambra West LGA y en el estado de Edo localidad de Esan Southeast LGA.
El conjunto de lenguas igala y sus dialectos pueden encontrarse con los nombres ankpa, anyugba, ebu, ibaji, idah, ife, igara u ogugu.

## Historia

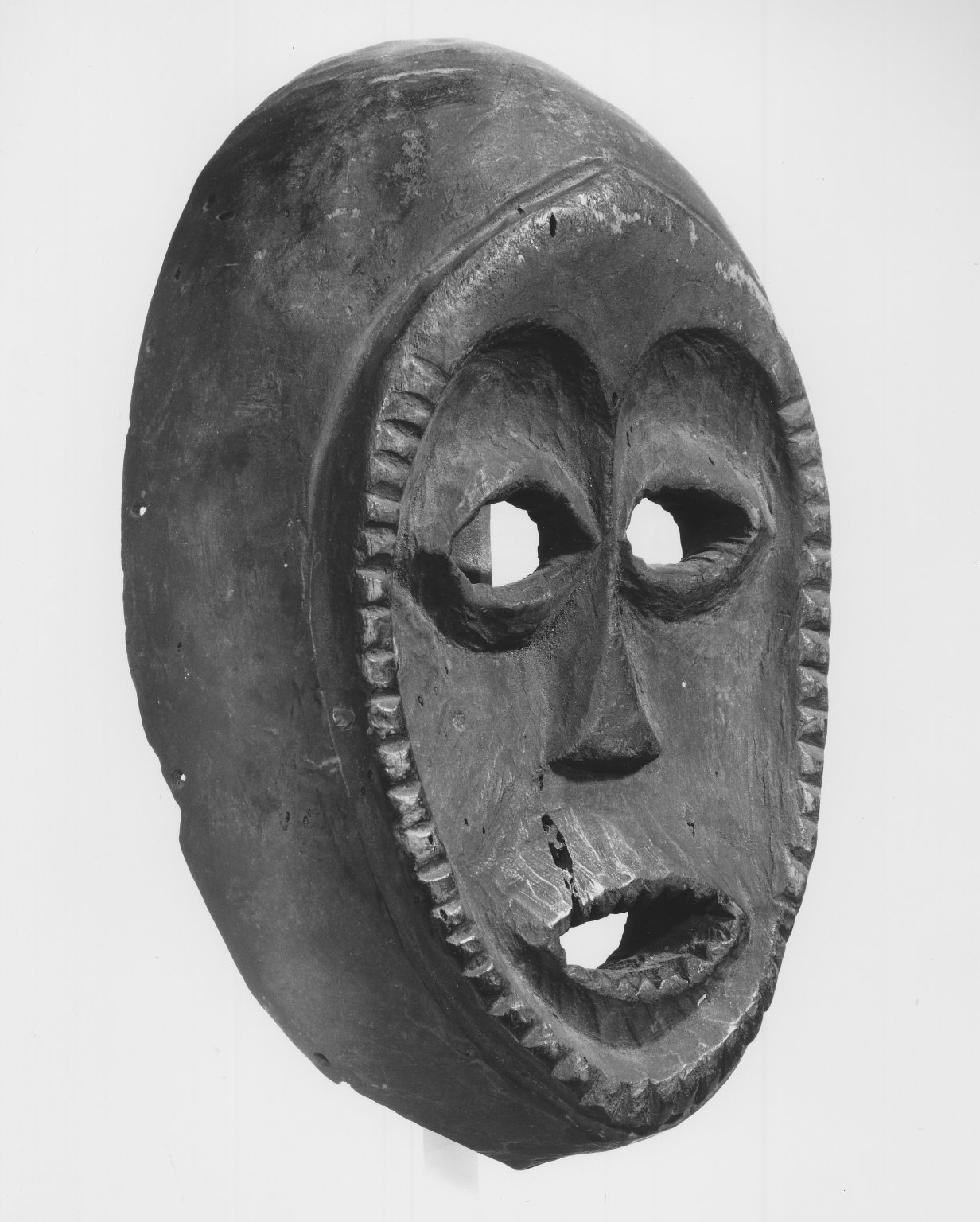
Brooklyn Museum, máscara ritual igala

El origen del pueblo igala y su reino es atribuido al reino jukun, otros a las comunidades yoruba y también hay quienes los sitúan antes del siglo XVI en el reino de Benín.
Entre los siglos XII y XIV, nueve asentamientos igala, conocidos como Igala Mela, avanzaron hacia una mayor unidad económica y militar a medida que el reino de Benín comenzó a avanzar en su territorio.
La tradición oral sitúa a los igala como vasallos del reino Jukun hasta el siglo XVI.
En el siglo XVI varios clanes igala fundaron un reino bajo jefatura de Ayegba. Rey de origen extranjero al que llamaron ata y que gobernó con capital en Idah. A este reino se integraron personas de los pueblos igbo, nupé, igbira y hausa que ya estaban asentados en Idah. Juntos le otorgaron un carácter multicultural al reino.
El ata adquirió caracteres divinos y se encontraron figuras con su representación hechas en latón. Sin embargo no tenía poder absoluto pues debía tomar en cuenta la opinión de los achabu, jefes de los clanes que conservaron su poder gracias a que se mantuvieron como propietarios de la tierra.
La ubicación estratégica del reino en los límites del bosque y la sabana permitieron usufructuar las riquezas de ambos ecosistemas. Su economía tradicional se basaba en la agricultura, aunque también se dedicaban a la caza, la pesca y la construcción de canoas.
La mayor parte de la población se situó en comunidades al interior. de Nigeria. La zona de las riberas de la cuenca del Níger la controlaban tres clanes que respondían al ata. Se encargaban de la construcción de canoas y el control del uso de su tramo del río por otras etnias. El control del río Níger lo compartían con los igbo. Hasta mediados del siglo XIX el bajo Níger era de los igala hasta una zona de bancos de arena conocida como Onitsha / Asaba. Hasta el delta del Níger el control pertenecía a los igbo de Aboh.
Los igala comerciaban a lo largo de los ríos Níger y Benue, intercambiando artículos como el marfil y manufacturas artesanales y joyería, así como productos textiles.
Se atribuye a los igala la dominación de otros grupos vecinos como los bassa nge y los bass nkome, que se encuentran junto al río Benue. Lucharon y perdieron una guerra territorial contra el reino de Benín en 1516,  y luego intentaron expandirse a Lokoja, Idoma y el territorio de los igbo.
El mayor esplendor del reino igala se dio entre los siglos XVII y XVIII.

## Tradiciones

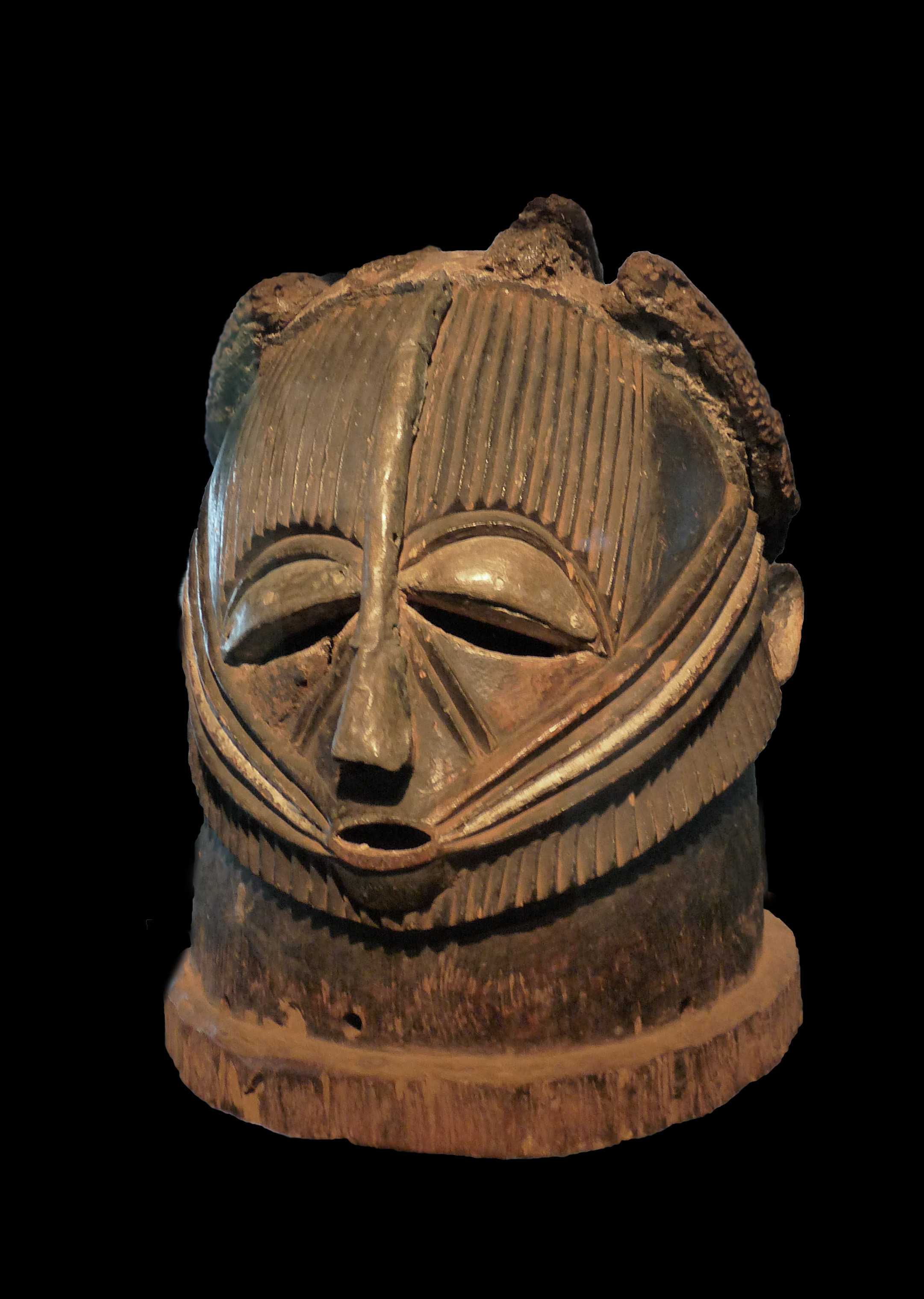
Máscara con casco o yelmo llamada egu

### Ceremonias reales
La necesidad de potenciar la autoridad del ata frente a los achabu originó una serie de ceremonias y rituales a tal fin. Entre ellas el “ogbadu”, de carácter anual y centrada en ensalzar el valor de la figura política y religiosa del ata. El “ocho” era otra ceremonia o ritual instituido para proteger al ata de la acción maligna de brujos y enemigos, a la vez que simbolizaba un acto de purificación de su persona. El ata residía en el achado, un complejo residencial en el que lo acompañaban otros dignatarios. En ese espacio era sometido a rituales diarios que aseguraban su fertilidad y fecundidad en la tierra y las personas.

### Culto antepasados
El culto a los antepasados cumple una función central en la religiosidad o espiritualidad tradicional de los igala. Las máscaras-casco “egu” dan nombre al ritual funerario. También se utilizan en la fiesta tras la cosecha del ñame, producto fundamental de la agricultura comunitaria.

### Máscaras rituales
Además de las máscaras-casco “egu”, la tradición igala cuenta con otras máscaras rituales que identifican a los miembros de las diversas sociedades secretas. La “oromanu” es una de las más conocidas pues sirve a los miembros de Ikenga, sociedad encargada de rituales agrarios y la búsqueda y castigo de delincuentes para los que se sirve de la adivinación.

### Cazadores de cabezas
Diversas fuentes señalan la práctica de sacrificios humanos durante las ceremonias de las sociedades secretas igala. La supuesta adhesión de partes de las personas sacrificadas a los objetos de culto dio fama de “cazadores de cabezas” a los igala.

## Leyendas

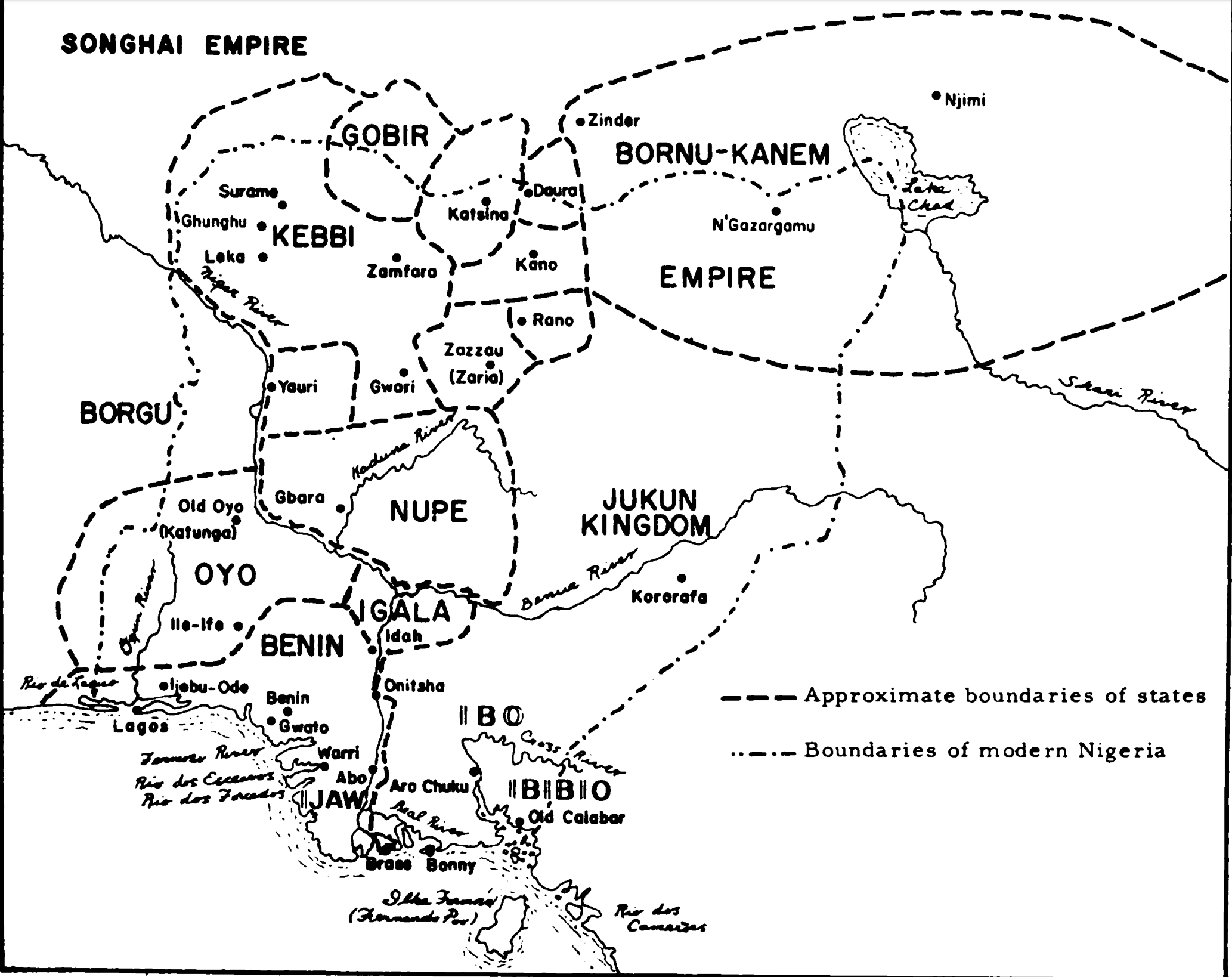
Mapa de los reinos nigerianos del siglo XVI

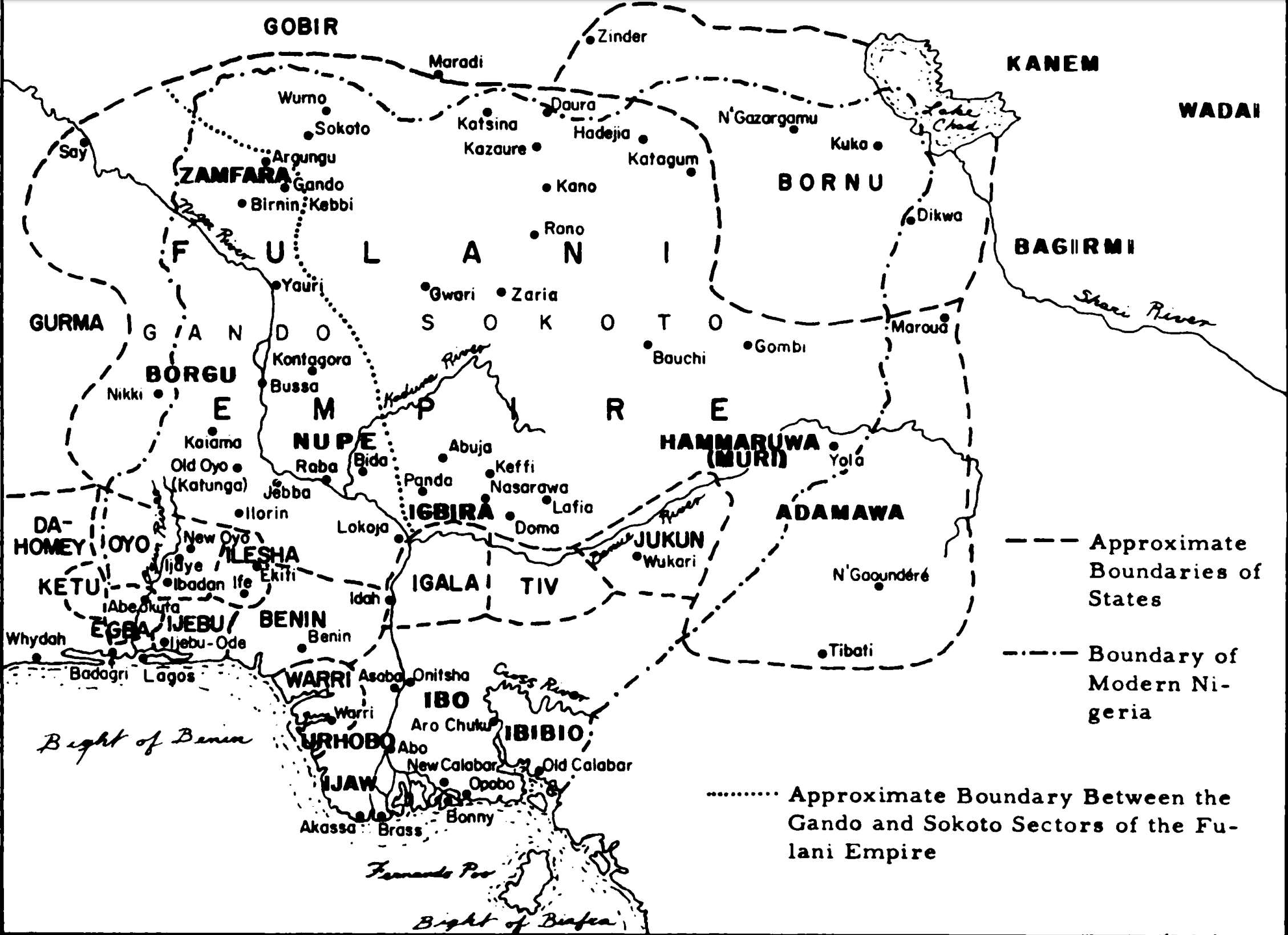
Mapa de los reinos nigerianos del donde se aprecia la reducción de territorios igala

### El sacrificio de la hija del rey
La tradición igala señala que un jefe igala de nombre Agba se negó a pagar tributo al reino Jukun al que estaban ligados por vasallaje. Para evitar ser derrotados en batalla por el ejército jukun, los adivinos le revelaron a Agba que conseguiría su victoria militar si era capaz de sacrificar a su hija. Agba la mató enterrándola viva en un pozo. Tras la constitución del reino igala se ofició una ceremonia anual donde se visitaba la tumba y recordaba el triunfo ante los jukun. La ceremonia fue prohibida en 1965 por el gobierno de Nigeria y llevó al suicidio al entonces ata de los igala.

### El rey leopardo
Otra leyenda real señala que Ayagba, o Ajagba, un forastero de ascendencia real que fue criado por un leopardo llegó a la ciudad de Idah. A su llegada, resolvió una acalorada disputa entre dos hombres e inmediatamente fue proclamado el nuevo ata, o rey, de la región. Posteriormente, Ayagba se convirtió en el jefe del clan que se convertiría en igala.

## Economía
El pueblo igala cubre sus necesidades con la combinación de una agricultura de subsistencia, la ganadería y la caza.

## Religión
La religiosidad tradicional igala sigue vigente, alcanzando un 25% de la población que se confiesa practicarla. Un 45% de la comunidad está integrada a alguna iglesia cristiana (15% independiente, 15% protestantes, 70% católicos), y un 30% practica el islam.